# Bessie Alexander Ficklen
Bessie Alexander Ficklen, née Alexander le 10 novembre 1861 à Fredericksburg en Virginie et morte le 3 mars 1945 à Savannah en Géorgie, est une poétesse et artiste américaine.
Elle est également une marionnettiste reconnue, créant de nombreuses marionnettes pendant plusieurs décennies et ayant écrit un livre sur le sujet.

## Biographie
Son père, d'origine écossaise, est le général Edward Porter Alexander, qui après des études à West Point entre dans le Corps du génie de l'armée des États-Unis, et s'enrôle dans l'armée des États confédérés lors de la Guerre de Sécession où il sert avec distinction en tant que chef de l'artillerie de James Longstreet. Il rencontre sa mère Bettie Mason en 1859 et se marient le 3 avril 1860.
Son arrière-grand-père, diplômé de l'Université d'Édimbourg, émigre d'Écosse aux États-Unis à l'époque coloniale. Il s'installe en Géorgie et sert comme chirurgien pendant la guerre d'indépendance américaine.
Bessie étudie au sein du Columbia Female Institute, à Columbia, Tennessee.
Le 28 décembre 1886, elle épouse John Rose Ficklen (1858–1907), professeur d'histoire à l'Université de Tulane, La Nouvelle-Orléans, Louisiane. Le couple a deux enfants, Porter Alexander (né en 1887) et Elizabeth Fitzhugh (née en 1890).
Sa mère Bettie meurt le 20 novembre 1899, son père se remarie avec Mary Mason, la cousine germaine de Bessie.
Lors de l'ouverture de l'école d'art du H. Sophie Newcomb Memorial College, à la Nouvelle-Orléans, Bessie Ficklen s'y inscrit comme étudiante. Elle y excelle en dessin et en modelage. C'est dans ce département, que son talent est remarqué, notamment avec une Tête d'enfant, présentée à l'exposition d'automne de 1891.
En 1889, est publié Catterel, Ratterel, Doggerel, un ensemble de vers satiriques composés par son père le général Alexander ; les illustrations sont réalisées par Bessie. En 1891 elle publie l'essai Dream-Poetry, dans le Scribner's Magazine.
Ficklen a fabriqué de nombreuses marionnettes à main tout au long de sa vie, des modèles de son enfance à ceux créés pour ses petits enfants. Elle est également l'auteur du livre A Handbook of Fist-Puppets (1935),.

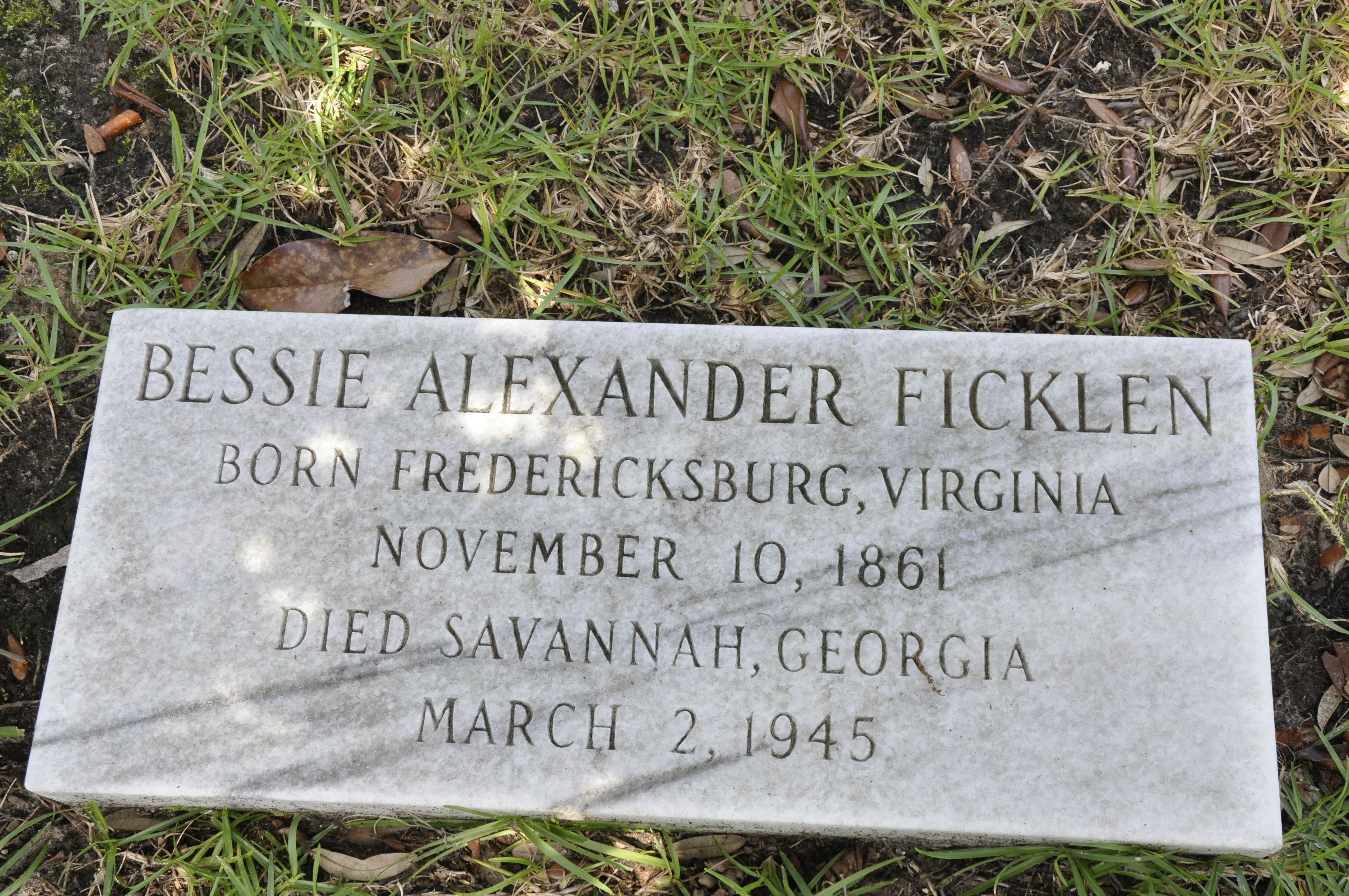
Tombe de Bessie Alexander Ficklen dans le Cimetière de Bonaventure, Savannah, Géorgie.

Bessie Alexander Ficklen meurt le 3 mars 1945 à Savannah, en Géorgie. Elle est enterrée au Cimetière de Bonaventure à Savannah.